# Hầu (họ)
Hầu (chữ Hán: 侯, Bính âm: Hou) là một họ của người Trung Quốc và Việt Nam. Về mức độ phổ biến họ này xếp thứ 77 ở Trung Quốc theo số liệu năm 2006.

## Người Việt Nam nổi tiếng
- Hầu A Lềnh, chính trị gia Việt Nam người dân tộc H'Mông.
- Hầu Văn Lý, chính trị gia Việt Nam người dân tộc H'Mông.

## Người Trung Quốc họ Hầu nổi tiếng
- Hầu Cảnh, nhân vật chính trị thời Nam-Bắc triều (Trung Quốc)
- Hầu Quân Tập, danh tướng thời nhà Đường
- Hầu Hiếu Hiền, đạo diễn Đài Loan
- Hầu Bội Sâm, diễn viên Đài Loan
- Hầu Dật Phàm, vận động viên cờ vua Trung Quốc
- Hầu Nhân Bảo, nhân vật thời nhà Tống
- Hầu Di Quân, diễn viên Đài Loan
- Hầu Khải (1962), Thẩm kế trưởng Thẩm kế thự Cộng hòa Nhân dân Trung Hoa, cấp Bộ trưởng.
- Hầu Minh Hạo, ca sĩ, diễn viên Trung Quốc